# Sergejus Jovaiša
Sergejus Jovaiša (Anykščiai, Sovjet-Unie, 17 december 1954) is een voormalig Litouws professioneel basketbalspeler die uitkwam voor Sovjet-Unie en Litouwen.

## Carrière
Hij speelde in de "gouden jaren" van Žalgiris Kaunas door drie opeenvolgende kampioenschappen van de Sovjet-Unie te behalen door hun rivalen CSKA Moskou te verslaan in 1985-1987. Een aantal teams waar voor hij gespeeld heeft zijn Žalgiris Kaunas en de Duitse clubs SSV Hagen en ATS Cuxhaven.
Na zijn basketbal carrière werd Jovaiša in 2007 gekozen in de Districtsraad Gemeente Anykščiai.

## Erelijst
- Landskampioen Sovjet-Unie: 3
  - Winnaar: 1985, 1986, 1987
- Bekerwinnaar Duitsland: 1
  - Winnaar: 1994
- Intercontinental Cup: 1
  - 1986
- Olympische Spelen:
  - Brons: 1980, 1992
- Wereldkampioenschap:
  - Goud: 1982
  - Zilver: 1978
- Europees Kampioenschap:
  - Goud: 1981, 1985
  - Zilver: 1987
  - Brons: 1983
- Vriendschapsspelen: 1
  - Goud: 1984